# Njuserre
Njuserre Ini (helenizirano v ´Ραθούρης [Raturês]) je bil šesti faraon iz Pete dinastije Starega egipčanskega kraljestva. Vladal naj bi 24 do 35 let, najverjetneje v poznem 25. stoletju pr. n. št.
Bil je mlajši sin faraona Neferirkare Kakaija in kraljice Kentkaus II. in brat kratkoživega faraona Neferefreja. Mnogo kasnejši zgodovinski viri kažejo, da bi lahko bil bratov neposreden naslednik, Miroslav Verner pa trdi, da je med njima vladal faraon Šepseskare, vendar največ nekaj tednov ali mesecev. Sorodstvene vezi med Šepseskarejem, Neferefrejem in Njuserrejem so zelo nezanesljive. Njuserreja je nasledil Menkauhor, ki bi lahko bil njegov nečak in Neferefrejev sin.
Njuserrre je bil najbolj ploden graditelj v Peti dinastiji. Zase in dve kraljici je zgradil tri piramide in še tri za svojega očeta, mater in brata, vse v nekropoli v Abusirju. Zgradil je največji ohranjen tempelj sončnega boga Raja z imenom Radost Rajevega srca. Dokončal je gradnjo Nekhenreja - Userkafovega sončnega templja v Abu Gorabu in Menkaurejevega dolinskega templja v Gizi. S tem je postal prvi faraon za Šepseskafom, zadnjim vladarjem iz Četrte dinastije, ki je posvečal pozornost nekropoli v Gizi. Z gradnjami je verjetno poskušal legitimirati svojo oblast po težavnem obdobju, ki je sledilo nenadni smrti brata Neferefreja. 
O Njuserrrejevih vojaških operacijah je malo dokazov. Egipt je med njegovo vladavino še naprej vzdrževal trgovske stike z Biblosom na levantinski obali in pošiljal odprave v rudnike in kamnolome na Sinaj in Spodnjo Nubijo. Med njegovim vladanjem se je razrasla državna uprava. Prvič se je zgodilo, da so nomarhi (guvernerji provinc) svoje dolžnosti opravljali v provinci sami in ne s faraonovega dvora. 
Njuserre je, tako kot drugi faraoni Starega kraljestva, ustanovil svoj posmrtni kult, ki je preživel celo kaotično prvo vmesno obdobje Egipta in se ohranil do Dvanajste dinastije iz Srednjega kraljestva. Vzporedno z uradnim kultom se je pojavil spontan kult, v katerem ga je preprosto prebivalstvo častilo pod njegovim rojstni imenom Ini. V tem kultu je igral vlogo, podobno vlogi svetnikov. Ta kult je za seboj pustil malo arheoloških dokazov, zgleda pa, da se je ohranil do Novega kraljestva, se pravi skoraj tisoč let po njegovi smrti.

### Primarni viri
Njuserre Ini je dobro dokazan na številnih artefaktih in arhitekturnih elementih z njegovim imenom, priimkom ali serekom, odkritih v grobnicah njegovih sodobnikov, na primer njegovih manukuristov Hnumhotepa in Niankhnuma, visokih uradnikov Kufukafa II., Tija, Rašepsesa, Neferefre-anka in Kabavptaha in visokih duhovnikov njegovega posmrtnega kulta Nimaatseda in Kaemneferta.

### Zgodovinski viri
Njuserre Ini je omenjen na več seznamih egipčanskih vladarjev, sestavljenih v Novem kraljestvu. Najstarejši je Karnaški seznam kraljev iz obdobja Tutmoza III. (1479-1425 pr. n. št.). Omenjen je v četrtem vnosu z osebnim imenom Ini, zapisanim v kartuši. Na Abidoškem seznamu kraljev je v 30. vnosu zapisan njegov priimek. Zelo verjetno je bil zapisan tudi v 22. vrstici tretje kolone Torinskega seznana kraljev, vendar je papirus na tem mestu talo poškodovan, da je čitljiv samo del dolžine njegovega vladanja, ki bi lahko trajala od 11 do 34 let. Njuserre je edini vladar iz Pete dinastije, ki na Sakarskem seznamu kraljev ni omenjen.

## Vladanje

### Prihod na prestol
Dogodki od smrti Negerirkare Kakaija, tretjega faraona iz Pete dinastije, do kronanja Njuserreja, šestega faraona iz Pete dinastije, so predmet več teorij. Mnogo egiptologov se strinja z zgodovinskimi viri, po katerih naj bi nasledstvo potekalo po naslednjem zaporedju: Neferirkare Kakai → Šepseskare → Neferefre → Njuserre Ini.
Njihovo mnenje se je spremenilo po izkopavanjih Miroslava Vernerja na abusirski nekropoli leta 2000 in 2011, ki so pokazala, da je Neferefrejev domnevni predhodnik očitno vladal samo nekaj mesecev med Neferefrejem in Njuserre Inijem. Verner je zato predlagal naslednje zaporedje vladarjev: Neferirkare Kakai → Neferefre → Šepseskare → Njuserre Ini. Teorijo je podprl z odkritjem, da sta bila Neferefre in Njuserre zelo verjetno brata, sinova Neferirkare Kakaija.
 Obstajajo tudi drugi dokazi, da je bil Neferefre Neferirkarejev najstarejši sin in zato najverjetneje njegov naslednik. Vladal je samo dve leti in nenadoma umrl. 

### Dolžina vladanja
Maneton v Egiptiaki pripisuje Njuserreju 44 let dolgo vladavino. Egiptologi njegovo trditev zavračajo in mu pripisujejo približno trideset vladanja. Na Torinskem seznamu kraljev je vnos na njegovem mestu poškodovan in težko čitljiv, zato se dolžine vladanja ne da zanesljivo ugotoviti. Po Gardinerjevi študiji seznama leta 1959 se je mnejnje egiptolovgov spremenilo, tato so mu leta 2005 pripisali 31 let dolgo vladavino. Različne sodobne študije mu zadaj pripisujejo 11–14, 21–24 ali 31–34 let vladanja.
Mnenja, da je vladal več kot dvajset let, podpirajo arheološki dokazi. Verner na primer poudarja, da se vseh njemu pripisanih gradbenih delih ne bi dalo zgraditi v krajšem času.

#### Njuserrejev festival Sed
Hipotezo, da je vladal več kot trideset let, podpirajo reliefi v sončevem templju, na katerih je upodobljena njegova udeležba na festivalu Sed, ki se je praznoval po tridesetih letih faraonovega vladanja. Upodabljanje teh festivalov je bilo v Starem kraljestvu značilen del tempeljskega okrasja in ne pomeni, da je faraon resnično vladal trideset let. V Njuserrejevem primeru je njegova udeležba na festivalu Sed, podprta z drugimi arheološkimi dokazi, potrdila domnevo, da je vladal več kot trideset let.
Reliefi Njuserrejevega festivala Sed dajejo redek vpogled v obrede na tem praznovanju. Mednje je očitno spadala tudi procesija na ladjah, podrobnost, ki se ni upodabljala ali se je izgubila do vladanja Amenhotepa III. (vladal okoli 1390-1350 pr. n. št.) več kot tisoč let kasneje.

### Dejavnosti v Egiptu
Med Njuserrejevo vladavino sta se izredno razrasli duhovščina in državna birokracija. Širiti sta se začeli že v zgodnji Peti dinastiji, zlasti pod Neferirkare Kakaijem. Spremembe egipčanske uprave v tem obdobju se kažejo v večanju števila naslovov državnih uradnikov, ki kaže na ustanavljanje novih upravnih uradov. Spremembe bi hkrati lahko pomenile, da je država poskušala bolje organizirati svojo upravo. Faraonova moč je s širjenjem birokracije postopoma slabela, V očeh podložnikov je bil še vedno živ bog.
Njuserrejeve upravne dejavnosti so razvidne iz dveh primarnih virov. Prvi so Kraljevi letopisi, od katerih so se ohranili samo fragmenti, vendar se domneva, da so se pisali tudi med celo njegovo vladavino. Letopisi, ki so od Prve dinastije dalje leto za letom opisovali podrobnosti vladavin faraonov, so poškodovani in se končajo z vladavino Neferirkare Kakaija. Drug vir je povezan z lokalno upravo. V Starem kraljestvu je bila država razdeljena na province, imenovane nom. Nomi kot taki so obstajali od faraona Džoserja, ustanovitelja Tretje dinastije, vendar so v dolini Nila obstajali verjetno že v preddinastičnem obdobju. Najstarejši topografski seznam nomov Gornjega in Spodnjega Egipta sega v Njuserrejevo obdobje. Procesija poosebljenih nomov je upodobljena na reliefih iz Njuserrejejevega pogrebnega templja. Približno takrat so se nomarhi preselili iz faraonove rezidence v svoje province.

### Dejavnosti izven Egipta

#### Trgovske in rudarske odprave
Trgovski stiki z Biblosom na levantinski obali (sedanji Libanon) so bili aktivni med celo Peto dinastijo, tudi med vladanjem Nuserre Inija. Stike dokazuje fragment valjaste alabasterne vaze z njegovim imenom, odkrite v Biblosu.
V Vadi Maghara na Sinaju, kjer so v skoraj celem Starem kraljestvu kopali bakrovo rudo in turkiz, je poslal najmanj eno rudarsko odpravo. Odprava je upodobljena na skalnem reliefu, ki je zdaj v kairskem Egipčanskem muzeju. Njuserre na reliefu »udriha po Beduinih vseh tujih dežel, veliki bog, gospodar dveh dežel«. Desno od njega je posvetilo bogu »Totu, gospodarju tujih dežel, ki je naredil čiste pitne daritve«. Odprava se je odpravila na pot iz pristanišča Ain Suhna na zahodni obali Sueškega zaliva. V pristanišču so bile velike galerije, vsekane v steno, ki so služile kot skladišča. Napisi na steni ene od galerij omenjajo odpravo na Sinaj v letu drugega štetja živine, se pravi morda v četrtem letu Njuserrejevega vladanja.
Na jugu v Spodnji Nubiji je imel Njuserre v Gebel El Asru pr Asuanu rudnike gnajsa, iz katerih se je oskrboval z gradivom za svoje zgradbe in kipe. Njuserrejeve rudarske deljavnosti dokazujejo fragmenti stele z Njuserrejevem imenom, odkriti v naselju ob kamnolomih.

#### Vojaške dejavnosti
Za vojaške dejavnosti med Njuserrejevim vladanjem je malo dokazov. William C. Hayes je domneval, da nekaj fragmentiranih kipov klečečih zvezanih vojnih ujetnikov, odkritih v njegovem pogrebnem templju, morda dokazuje njegove kazenske pohode v Libijo, na Sinaj ali v Palestino. Umetnostni zgodovinar William Stevenson Smith je k temu pripomnil, da so bili takšni kipi pogost okrasni element kraljevih templjev in mastab in niso nujno povezani s faraonovimi vojnimi pohodi. Podobne kipe in majhne lesene figurice klečečih ujetnikov so odkrili v pogrebnih kompleksih Neferefreja, Džedkare Isesija, Unasa, Tetija, Pepija I. in Pepija II. in v grobnici vezirja Senedjemib Mehija.

## Najpomembnejše gradnje
Če je Vernerjeva rekonstrukcija kraljevske družine Pete dinastije točna, se je Njuserre Ini ob prihodu na prestol znašel pred ogromno nalogo: oče, mati in brat so mu zapustili svoje nedokončane piramide, oče in brat tudi nedokončana sončeva templja. Njuserre je razen tega zgradil tudi svojo piramido in piramide svojih kraljic. Svojo piramido je postavil v neposredni bližini nedograjenih piramid in vse gradbene dejavnosti zbral v južnem Abusirju na površini 300 m × 300 m. Njuserrejeva piramida je bila manjša od očetove in po velikosti primerljiva s piramido njegovega starega očeta Sahureja.

### Njuserrejeva piramida
Njuserrejeva piramida v Abusirju se je imenovala Mensut Nyuserre, kar pomeni Njuserrejeva mesta so postavljena ali Njuserrejeva mesta so trajna. Njena osnovnica je merila 78,8 m in višina približno 52 m. Njen naklon je bil 52º, prostornina pa 112.000 m3. Pogrebna soba in predsoba sta bili obloženi s finim apnencem. Na stropu so bile tri vrste ogromnih, 10 m dolgih apnenčastih tramov, ki so tehtali po 90 ton.
Dolinski tempelj je bil zgrajen na temeljih, ki jih je postavil njegov oče. Imel je portik z osmimi papiroformnimi stebri, tla iz črnega bazalta in stene iz apnenca. Nad podzidom iz rdečega granita so bili poslikani apnenčasti reliefi. Tla hodnika so bila iz bazalta, gornji deli pa so bili okrašeni s številnimi reliefi. Streha hodnika je bila zgrajena iz modro pobarvanih apnenčastih blokov, poslikanih z zlatimi zvezdami. Piramidni kompleks je imel obzidje z dvema velikima pravokotnima zgradbama na severovzhodnem in jugovzhodnem vogalu. Lehner in Verner sta v njiju videla predhodnika pilonov, značilnih za pozne egipčanske templje. Za glavno piramido je manjša piramida za faraonovo dušo (Ka).

### Piramida Lepsius XXIV
Južno od piramide matere Kentkaus II. je Njuserre zgradil piramido za kraljico, ženo, zase ali za brata Neferefreja. Piramida ima zdaj oznako Lepsius LXXIV, kot jo je v svojem seznamu piramid označil Karl Richard Lepsius. Piramida je bila dolga 31,5 m in visoka približno 27 m. Njena notranjost je zgrajena iz stopničastih plasti apnenca, povezanega z glinasto malto. Piramida je zelo poškodovana. Na njeni vzhodni strani sta majhna spremljajoča piramida in pogrebni tempelj, ki sta bila kasneje popolnoma izropana, tako da je njuna rekonstrukcija nemogoča.

### Lepsius XXV
Ruševine, znane kot Lepsius XXV, so ostanki dveh sosednjih grobnic, zgrajenih kot en sam objekt. Znane so tudi kot dvojna piramida, ki so jo Egipčani imenovali »Dva sta budna«. Piramidi sta imeli pravokoten tloris z dimenzijama 27,7 m × 21,5 m (vzhodna) in 21,7 m × 15,7 m (zahodna) in naklon okoli 78º, zato sta bolj podobni mastabam kot piramidam.
Zgradbi nimata spremljajočega pogrebnega templja. Namesto njega imata majhno kapelo iz neokrašenega belega apnenca. Njen strop je visok 5 m. Med izkopavanji so v njej odkrili fragmente papirusa s seznamom daritev, fragmente alabastrnega kipa preprosto oblečene ženske in nekaj kosov pogrebne opreme.
Zgradbi je verjetno zgradil Njuserre. Njuni lastnici sta bili verjetno eni zadnjih članic faraonove širše družine, pokopani v Abusirju, ker je bila nekropola že pod Njuserrejevim naslednikom Menkauhorjem opuščena.

### Sončev tempelj
Nyuserre je bil predzadnji faraon, ki je zgradil sončev tempelj, in sledil tradiciji Pete dinastije, ki jo je začel Userkaf. Tempelj je imel za Raja enak pomen kot pred tem piramida: v njem je potekala njegova obnovitev in pomlajevanje, potrebno za ohranjanje reda na svetu. Tempelj je bil seveda povezan tudi z vladajočim faraonom kot Rajevim sinom in je po faraonovi smrti postal mesto čaščenja njegovega posmrtnega kulta. Njuserre je za vzdrževalce templja že pred smrtjo imenoval svoje najbolj zaupne uradnike, jim dodelil plačo iz dohodkov templja in si s tem zagotovil njihovo zvestobo. Po smrti je bil tempelj povezan s pogrebno piramido.
Tempelj stoji v Abu Gorabu in je največji in najbolje ohranjen tovrsten tempelj. Vodilni egiptologi, med njimi Beckerath, so iz tega sklepali, da je kult sonca med njegovo vladavino dosegel višek. Drugi, med njimi Grimal, imajo njihovo mnenje za pretirano. Imenoval se je Šesepibre, ki se prevaja kot »Veselje Rajevega srca«, »Rajevo najljubše mesto«,{{sfn|Goelet|1999|p=86 »Rajeva radost« ali »Mesto, pristojno za Raja«. Tempelj je bil zgrajen iz blatnih zidakov in kasneje v celoti prezidan v kamnu, zato se je ohranila večina njegovih arhitekturnih elementov in reliefov. Vzrok za prezidavo ni znan. Lahko bi bil povezan z Njuserrejevim praznovanjem Sed ali spremembami ideologije, povezane s templji sonca.
Tempelj je bil okrašen s številnimi reliefi s prikazi Njuserrejevega praznovanja Sed. V Kapeli letnih časov ob templju so upodobljena opravila podložnikov v posameznih letnih časih.

## Zaključna in obnovitvena dela

### Neferirkarejev piramidni kompleks
Neferirkarejeva piramida je bila ob njegovi smrti brez apnenčaste obloge in spremljajočega pogrebnega templja. Njegov naslednik Neferefre je začel oblagati piramido in postavil temelje templja, gradnjo piramidnega kompleksa pa je dokončal Njuserre. Pri tem je bil bolj varčen kot brat. Oblaganje piramide je prekinil, tempelj pa je zgradil iz cenejših gradiv: namesto kamna je uporabil blatne zidake, namesto granitnih talnih oblog zbito ilovico, stebri pa niso bili granitni, ampak leseni. Obzidje piramidnega kompleksa je bilo iz blatnih zidakov. Pot med templjem in piramido in pomožne piramide niso bili zgrajeni. Dolinksi tempelj ni bil nikoli dokončan. Svečeniki Neferirkarejevega posmrtnega kulta so zato prebivali v bivališčih iz blata ob templju in ne v piramidnem mestu bliže dolini Nila.

### Neferefrejeva piramida
Gradnja Neferejeve piramide se je ob njegovi nenadni smrti v zgodnjih dvajsetih letih komaj začela. Zgrajen je bil samo prvi sloj njenega jedra. Nedokončani so bili verjetno tudi njeni notranji prostori. Njuserre je na hitro zaključil njeno gradnjo, tako da jo je spremenil v stilizirano predzgodovinsko gomilo, podobno mastabi. Stene obstoječega jedra je obložil z apnencem in iz ilovice in lokalnega puščavskega kama sezidal njen vrh.
Spremljajoči pogrebni tempelj v obliki majhne kamnite kapele je morda zgradil že Šepseskare. Njegovo gradnjo je dokončal Njuserre. Tempelj je bil dolg 65 m. Zgrajen je bil iz blatnih zidakov in imel prvo hipostilno dvorano v Egiptu. Njeno streho so podpirali leseni stebri. V dvorani je stal velik lesen kip pokojnega faraona. Severno od templja so bili skladiščni prostori, vzhodno od njega pa Svetišče noža, v katerem so obredno klali živali. Dvorišče sta krasila dva kamnita in 24 lesenih stebrov. 

### Piramidni kompleks Kentkaus II.
Gradnjo piramide in pogrebnega templja Njuserrejeve matere Kentkaus II. je začel njen mož in jo v desetem letu vladanja ustavil. Jedro piramide takrat še ni bilo obzidano. Dela je po dvanajstletnem premoru nadaljeval Njuserre in dokončal tudi večino spremljajočih zgradb. Motiv za nadaljevanje del je bilo morda legitimiranje njegove oblasti po prezgodnji Neferefrejevi smrti ali morda Šepseskarejev izziv.
Piramida stoji v Abusirju ob Neferirkarejevi piramidi. Njena osnovnica je merila 25 m, višina pa 17 m. Naklon stranic je meril 52º. V pogrebni svorani je verjetno stal sarkofag iz rdečega granita. Od piramide je ostal samo približno 4 m visoka kup kršja. Kraljičin pogrebni tempelj vzhodno od piramide je bil predmet več obnov. Prve so bile iz kamna, zadnje pa iz blatnih zidakov. Tempelj je zdaj popolnoma porušen.

### Menkaurejev dolinski tempelj
Arheološka izkopavanja v letih 2012-2015 so odkrila, da je Njuserre gradil tudi Menkaurejev dolinski tempelj. Trditev dokazujejo številni pečati z njegovim serekom, odkriti v templju. Z gradnjo se je končalo obdobje od Šepseskafa do Njuserreja, v katerem nekropola v Gizi faraonov ni zanimala. V Kefrenovem piramidnem mestu je oživil kulta Menkaureja in njegove žene Kentkaus I.
V Menkaurejevem dolinskem templju je razširil vzhodni prizidek in mu dodal dve vrsti stebrov iz alabastra, znova zgradil glavni vhod in obnovil pot med dolinskim in zgornjim templjem. Zgleda, da je razširil tudi notranji del zgornjega templja in mu dodal kvadraten predprostor z osrednjim stebrom.

### Userkafov sončev tempelj
Userkaf, ustanovitelj Pete dinastije, je bil prvi faraon, ki je v Abu Gorabu zgradil sončev tempelj. Imenoval se je Nekhenre, kar pomeni Rajeva trdnjava. Tempelj so v štirih fazah gradili trije faraoni. Userkaf je obzidal prostor in ne sredini naredil gomilo. Sahure ali Neferirkare sta na gomilo spremenila v podstavek z obeliskom in v njegovi bližini zgradila dve svetišči. Njuserre je najprej zgradil notranje obzidje in obnovil ali zgradil dolinski tempelj. V zadnji fazi je na osrednjem dvorišču postavil oltar in pet kamnitih klopi in templju dodal prizidek.

### Tempelj boginje Satet
Tempelj boginje Satet, poosebljenja Nilovih poplav, je na otoku Elefantina v južnem Egiptu stal že v poznem preddinastičnem obdobju okoli leta 3200 pr. n. št. Tempelj je bil od zgodnjega dinastičnega obdobja večkrat razširjen in obnovljen. V Peti dinastiji ga je verjetno obnavljal prav Njuserre, ker so v depozitu votivnih daritev pod tlemi svetišča odkrili fajančno ploščo z njegovim imenom. Plošča je pred tem verjetno krasila enega od tempeljskih zidov in bila zakopana med enim od kasnejših obnavljanj templja.

## Družina

### Starši in sorojenci
Njuserrejeva mati je bila zagotovo kraljica Kentkaus II. V njenem pogrebnem templju so odkrili razdrobljen relief, na katerem je upodobljena skupaj z Njuserrejem in njegovo družino. Na reliefu sta Kentakus in Njuserre enako velika.
Njuserrejev oče je bil kot mož kraljice Kentkaus skoraj zagotovo Neferirkare Kakai. Na njuno sorodstvo kaže tudi položaj Njuserrejeve piramide v Abusirju, ki stoji ob Neferirkarejevi, in raba gradiva iz Neferirkarejevih nedokončanih gradenj za gradnjo Njuserrejevega dolinskega templja.
Zagotovo znan je najmanj eden od Nuserrejevih sorojencev: starejši brat Neferefre. Ker sorodstvo med Šepseskarejem in Njuserrejen ni zanesljivo, sta bil morda brata, čeprav prevladuje mnenje, da je bil Šepseskare Njuserrejev stric. Razen njiju je imel morda tudi mlajšega brata, princa Irjenreja.

### Žene in hčerke
Njuserre Ini je imel verjetno najmanj dve ženi, kar dokazujeta dve majhni piramidi na južnem delu abusirskega polja piramid. Piramidi Lepsius XXIV in Lepsius XXV sta zelo poškodovani, zato se njunih lastnikov ne da zanesljivo ugotoviti.
Ena od kraljic bi lahko bila Reptinub. Njen obstoj in zveza z Njuserrejem je dokazana na njenem razdrobljenem kipcu iz alabastra, odkritem v dolinskem templju Njuserrejevega piramidnega kompleksa. Na fragmentih reliefa vezirja Ptahšepsesa se je kraljičino ime izgubilo, ohranjeni naslovi pa so enaki naslovom, ki jih je imela Reptinub. Vodilni egiptologi zato domnevajo, da so pripadali prav njej.
Njuserre in Reptinub sta zelo verjetno imela hčerko, princeso Kamerenebti, kar kažeta njen naslov kraljeva hčerka in poroka z vplivnim vezirjem Ptahšepsesom. Za te domneve ni nobenega trdnega dokaza. 
Hartwig Altenmüller je šel korak dlje s hipotezo, da je imel Njuserre več kot dve hčerki, ki sta po njegovem mnenju pokopani v bližini Njuserrejeve piramide. Leta 2017 so arheologi pod vodstvom Miroslava Bárte v južnem Abusirju odkrili grobnico do takrat neznane Njuserrejeve hčerke Šeretnebti. Poročena je bila s pomembnim egipčanskim uradnikom, katerega ime se je izgubilo. Poroka je bila po Bártovem mnenju odraz naraščajočega nepotizma v egipčanski eliti in slabitve faraonove moči.

### Sinovi
Njuserre je imel najmanj enega sina. Prvorojeni sin, katerega ime se je izgubilo, je upodobljen na več fragmentih reliefov iz gornjega templja Njuserrejevega piramidnega kompleksa. Sin je imel poleg naslova Iri-pat – najstarejši kraljev sin verjetno tudi dva svečeniška naslova: kantor in Minov svečenik.
Natančna povezava med Njuserrejem in Menkauhorjem ostaja nezanesljiva, posredni dokazi iz mastabe Kentkaus III., odkriti leta 2015, pa kažejo, da je bil Menkauhor Neferefrejev sin, se pravi Njuserrejev nečak in ne sin. Graditelji grobnice so za seboj pustili napis, na katerem Kentkaus imenujejo »kraljeva žena« in »kraljeva mati«. Iz lokacije mastabe v bližini Neferefrejeve piramide je moč sklepati, da je bil njen mož najverjetneje ta faraon. Ker je bila Kentkaus tudi kraljeva mati, je bil njen sin najverjetneje bodoči stričev naslednik Menkauhor Kaiu.
Zdi se, da je Njuserrejevo nasledstvo potekalo gladko. V pogrebnem kompleksu Njuserrejeve matere Khentkaus II. so odkrili pečat z Njuserrejevim in Menkauhorjevim imenom, na pečatu Njuserrejevega drugega naslednika Džedkare Isesija pa Njuserrejevo in Džedkarejevo ime. Iz tega je mogoče sklepati, da niti Menkauhor niti Džedkare nista imela Njuserreja za svojega nasprotnika.

## Zapuščina
Njuserre Ini je ustanovil svoj posmrtni kult. Pod tem pojmom sta potekali dve skupini kultnih dejavnosti. Prva je bila uradna in je potekala na njegovem pokopališkem kompleksu. Vzdrževala se je z dohodki od zemljiških posesti, ki jih je faraon v ta namen dodelil svojemu kultu. Kult je bil najbolj dejaven do konca Starega kraljestva, vendar se je obdržal do Dvanajste dinastije Srednjega kraljestva, ko je bil omenjen njegov zadnji svečenik.
Vzporedno s tem uradnim kultom je bilo več zasebnih kultov pobožnih posameznikov, ki so nanj gledali kot na sveto osebo in posrednika med njimi in bogovi. Ti kulti so bili spontani in morda pogojeni z majhno oddaljenostjo njegove piramide od Memfisa. Njuserrejea so častili pod njegovim rojstnim imenom Ini, najverjetneje v njegovem pogrebnem templju. Arheološke sledove tega kulta je zato težko opaziti. Kult je bil sprva omejen na Abusir, Sakaro in njuno okolico, kasneje pa se razširil celo preko meja Egipta na Sinaj, Biblos in Nubijo, kar dokazujejo fragmenti kipov, posod in stel z njegovim imenom.

### Staro kraljestvo
V Starem kraljestvu se je Njuserrejev uradni kult vzdrževal z dohodki zemljiških posesti, ki jih je v ta namen ustanovil med svojim vladanjem. Imena nekaterih posesti so zapisana na zidovih grobnic v Sakari ali v njegovem kultnem templju. Med njimi so bile na primer posesti »Inijeva pot«, »Inijeve daritve«, »Hator želi, da Njuserre živi«, »Hor želi, da Njuserre živi«, »Bastet želi, da Njuserre živi« in »Ptah želi, da Njuserre živi«. Iz grobnic do konca Šeste dinastije so znana tudi imena nekaj svečenikov iz njegovega pogrebnega in sončevega templja, ki kažejo, da se je njegov kult ohranil do poznega Starega kraljestva.
Razen tega sta v tem času Njuserreju izkazovala posebno pozornost tudi najmanj dva njegova naslednika: Džedkare Isesi, ki je obnovil ali dokončal njegov pogrebni tempelj, in Pepi II., ki je v Njuserrejevem dolinskem templju postavil vratno preklado z napisom, ki omenja njegovo in Njuserrejevo praznovanje Sed. Z napisom je verjetno želel poudariti sorodstvo s svojim predhodnikom.

### Prvo vmesno obdobje
Njuserre je bil eden od redkih faraonov, katerih kult se v prvem vmesnem obdobju Egipta dokazano ni prekinil. V tem obdobju je centralna oblast razpadla in začeli so se nemiri. Napisi v grobnicah svečenikov Herišefhotepa I. in II. iz tega obdobja pričajo, da se je Njuserrejev kult kljub temu nadaljeval.
Njuserrejev neuradni kult, v katerem so nanj gledali kot na boga, se je ohranil celo prvo vmesno obdobje, kar potrjujejo napisi v grobnici nekega Ipija, v katerem izraža svojo željo, da bi ga »častili pred Inijem«. Iz njegove želje je razvidno, da je Njuserre igral vlogo, običajno rezervirano za bogove. Podobno vlogo je imel tudi kasneje, kar je razvidno iz napisov iz zgodnjega Srednjega kraljestva. Na krsti nekega Inhotepa, na primer, je napis, da ga je treba »častiti pred Ozirisom, gospodarjem življenja, in Inijem, gospodarjem spoštovanja«.

### Srednje kraljestvo
V Srednjem kraljestvu je uradni Njuserrerjev kult začel usihati. Trditev dokazujejo dela, ki jih je v templju v Karnaku opravil Senusret I. Faraon je v templju postavil veliko kipov faraonov Starega kraljestva, vključno z Njuserrejevim, in jih posvetil kultu Amona in kraljevskih prednikov. V Dvanajsti dinastiji se je začelo masovno razdiranje številnih templjev iz Starega kraljestva. Gradivo se je uporabilo za gradnjo piramidnih kompleksov Amenemheta I. in Senusreta I. V tem času je živel zadnji svečenik, nek Inhotep, ki je služil uradnemu Njuserrejevemu kultu. Dogajanja kažejo, da je zanimanje faraonov za državno sponzorirane kulte vladarjev Starega kraljestva poponoma usahnilo.

### Novo kraljestvo
Ljudsko čaščenje Njuserreja se je nadaljevalo tudi v Novem kraljestvu. Njaboljši dokaz za to je Karnaški seznam kraljev, sestavljen med vladavino Tutmoza III., na katerem je tudi Inijeva kartuša. Izbira imena je nenavadna, ker so bila v kartušah običajno zapisana prestolna in ne rojstna imena faraonov. Izbira bi hkrati lahko pomenila, da so Njuserreja pobóžili in ga častili pod tem imenom.
V kasnejšem ramzeškem obdobju so kipe faraonov Starega kraljestva, tudi Njuserrejevega, premestili v skriti del Ptahovega templja v Memfisu, kar kaže, da so jih do takrat uporabljali v kultne namene. Vzporedno s tem je Ramzes II. opravil obširna obnovitvena dela v Abusirju in Sakari, ki jih je vodil princ Hemvaset. Med obnovljenimi zgradbami je bil tudi Njuserrejev tempelj sonca.

### Tretje vmesno obdobje
V poznem tretjem vmesnem obdobju Egipta je zanimanje za posmrtne templje faraonov Starega kraljestva ponovno zaživelo. Vzrok za zanimanje je bil arhaičen slog, ki so ga občudovali predvsem vladarji iz Petindvajsete dinastije (760-656 pr. n. št.). je najbolj zanimal faraona Taharko (vladal 690–664 pr. n. št.), ki je med obnavljanjem Amonovega templja v Karnaku vanj postavil kopije reliefov iz Sahurejevega, Njuserrejevega in Pepijevega templja.